# Союз борцов за свободу и демократию
Союз борцов за свободу и демократию (пол. Związek Bojowników o Wolność i Demokrację, ZBoWiD) — польская ветеранская организация, созданная в 1949 году в результате навязанной государственной унификации и объединения одиннадцати существовавших в послевоенной Польше организаций ветеранов и узников концентрационных лагерей. До 1989 года находилась под контролем и управлением ПОРП.

## История
Союз борцов за свободу и демократию был создан 2 сентября 1949 года по инициативе Францишека Юзьвяка. В ранний период организация объединяла в основном бывших ветеранов Польской народной армии, коммунистических партизан и бывших узников гитлеровских концентрационных лагерей. Первоначально организация не принимала в свои ряды по политическим причинам участников военных некоммунистических польских военных формирований. В 60-х годов во время политической оттепели организация стала принимать в свои члены также ветеранов других польских формирований, воевавших во время Второй мировой войны. Организация также принимала в свои ряды вдов и сирот участников военных сражений.
Союз борцов за свободу и демократию во время своего создания объединил следующие самостоятельные организации:
- Союз борцов с фашизмом и нацистским вторжением за свободу и независимость;
- Союз бывших политических узников;
- Союз красных косиньеров;
- Союз домбровчаков;
- Союз защитников Вестерплятте;
- Союз защитников побережья;
- Союз ветеранов великопольских восстаний;
- Союз ветеранов силезских восстаний;
- Союз ветеранов революционных сражений 1905 года
- Союз евреев — бывших участников военной борьбы с фашизмом;
- Общество бывших узников Закрочимской крепости.

Союз борцов за свободу и демократию подчинялся непосредственно польским правительственным органам и был единственной в Польской Народной Республике легальной организацией, представляющей интересы военных ветеранов. Основными целями организации были реализация правительственных решений, касающихся прав ветеранов. Организация оказывала материальную помощь ветеранам и членам их семей, проводила сбор архивных материалов, касавшихся борьбы за независимость польского народа во время немецкой оккупации и ликвидации подпольных организаций с 1944 по 1956 года в пределах, разрешённых постановлениями коммунистических властей. Союз борцов за свободу и демократию организовывал празднества, посвящённые важным событиям Второй мировой войны и, собирая добровольные пожертвования, устанавливал различные памятники.
В 1970 году организация объединяла в своих рядах около 330 тысяч членов, в 1986 году — 880 тысяч членов.
Печатным органом Союза борцов за свободу и демократию был еженедельник «Za Wolność i Lud» (За свободу и народ).
В апреле 1990 года Союз борцов за свободу и демократию был преобразован в Союз ветеранов Польской Республики и бывших политических узников и стал объединять участников всех польских военных формирований, включая партизан всех политических направлений, отряды самообороны и деятелей польского подполья. Первым председателем этой новой организации был бывший бригадный генерал Юзеф Каминский. Позднее его сменил бывший дивизионный генерал Вацлав Шклярский.

## Структура
Главным органом Союза борцов за свободу и демократию был Конгресс, на котором принимались организационные и иные решения, исполнявшиеся Главным управлением и Ведущим советом. На районном уровне, распространявшем свою юрисдикцию на территорию воеводства, главным органом были районные съезды, которым подчинялись районные исполнительные комитеты и Районный Президиум. Подобным образом первичные организации действовали на уровне повятов.
На каждом уровне действовали комиссии по аудиту, арбитражный совет, проблемные комиссии и различные общественные клубы.

### Председатели
- Францишек Юзвяк (1949—1964);
- Мечислав Мочар (1964—1972);
- Станислав Вронский (1972—1980);
- Влодзимеж Сокорский (1980—1983);
- Юзеф Каминский (1983—1990).